# Mucinasi
Mucinasi è il nome generico dato ad un gruppo di enzimi idrolitici in grado di scindere le mucoproteine come la mucina. Tali enzimi vengono utilizzati dai batteri (soprattutto quelli del tratto gastro-enterico) per penetrare all'interno delle cellule. Una tipica mucinasi è la ialuronidasi.